# Nauruische Zentrumspartei
Die Nauruische Zentrumspartei (Centre Party, CP) ist eine informelle politische Partei in Nauru. Sie wurde vom früheren Staatspräsidenten Kinza Clodumar gebildet und unterstützte René Harris, ein Verbündeter Clodumars, im Parlament, vor allem bei Misstrauensvoten für oder gegen ihn.
Die CP spielte seit ihrer Gründung nur eine geringe Rolle im Parlament und im sonstigen politischen Leben in Nauru. Die Partei konnte zwar zwischen 1997 und 2003 mit Clodumar mindestens einen Sitz im Parlament halten, verlor diesen aber endgültig nach den vorgezogenen Wahlen am 23. Oktober 2004.
Siehe auch: Naoero Amo, Demokratische Partei Nauru, Politik in Nauru